# Teleonce al despertar
Teleonce al despertar (luego llamado como Canal 11 al despertar) fue un programa de televisión matinal chileno, emitido por Teleonce (posteriormente Universidad de Chile Televisión y actualmente Chilevisión) entre el 21 de abril de 1980 y el 31 de diciembre de 1990. Desde sus inicios y hasta comienzos de 1988 era conducido por Jorge Rencoret, tras lo cual fue presentado por Pepe Guixé, Carlos Bencini, Susana Horno, Patricio Villanueva y Tati Penna.

## Historia
Este programa fue el escogido por Teleonce para marcar el inicio de sus transmisiones, el lunes 21 de abril de 1980, finalizando con ello el traslado de Canal 9 a la frecuencia 11; sin embargo, una falla eléctrica interrumpió la transmisión y el estreno ocurrió al día siguiente. El programa era presentado por Jorge Rencoret (que también era el presentador de Chilenazo).
El nombre original del programa entre abril de 1980 y mayo de 1983 era Teleonce al despertar. Sin embargo, tras el cambio de nombre de Teleonce Universidad de Chile a Universidad de Chile Televisión, en mayo de ese año, pasó a llamarse Canal 11 al despertar, haciendo alusión a la frecuencia 11 en Santiago de Chile.
En enero de 1988 Jorge Rencoret dejó Canal 11 para irse a TVN a hacer el programa Mediodía en Chile en ese año. Rencoret fue reemplazado por los periodistas Carlos Bencini y Susana Horno y el actor Patricio Villanueva.
Durante todo su periodo de emisión (entre 1980 y 1990), Teleonce al despertar era el único programa de televisión emitido en el bloque horario de la mañana. Más tarde el 9 de marzo de 1992, TVN inició las transmisiones del programa matinal Buenos días a todos.

## Secciones e integrantes
Teleonce/Canal 11 al Despertar contó con la participación de diversos colaboradores y panelistas como Pepe Guixé, Víctor Maza, el comunicador boliviano Gastón de Villegas (1980-1985, Noticias al despertar y Teletipos), Pamela Hodar (1981-1983, segmento Noticias al despertar), Eduardo Riveros (1981-1983, Noticias al despertar), Aldo Gabriel Soto, Carlos Bencini (noticias, 1987), Arturo Harlen (noticias, 1987), Antonio Quinteros, María Teresa Balmaceda (1988-1989, noticias), Alejandro Machuca (1988-1989, noticias), Jaime Villa (1988-1990, noticias), el actor Patricio Villanueva (1984-1988), Ricardo Barteau (Hacia los Panamericanos '87 con Digeder, 1982), Cecilia Aedo (Nuestros niños, 1982), el Dr. José Pablo Domínguez (medicina, 1981-1983), Milton Millas (1982-1985, deportes), Carlos Pinto (1983-1984, deportes), Sergio Brotfeld (1986-1988, deportes), Juan Francisco Ortún (1988-1989, deportes), Héctor "Tito" Awad (1989-1990, deportes), el mayor de Carabineros Ricardo Letelier Jorquera (Tránsito y carreteras, 1982-1987), Esperanza Maitre (1982-1983, segmento Modas y modelos), Susana Palomino (1984-1988, moda), Ana María Vélez (1988-1990, moda), Darío Rojas Rojas (1980-1988, comentarios internacionales), el politólogo Ricardo Israel (1988-1990, comentarios internacionales), Yolanda Montecinos (1980-1983, espectáculos), Luz María Vargas (1983-1984, espectáculos), Ana Josefa Silva (1984-1989, espectáculos), los profesores de castellano Jaime Campusano (1984-1987) y Mario Banderas Carrasco (1988-1990), Cecil Vargas (1983-1984), Olga Araya (1984, reportajes), Iván Hernández Medina (musicales, 1984-1989), Héctor Velis-Meza (libros, 1988-1990), Gustavo Frías (libros, 1990), Enrique Tagle (publicidad, 1986-1988), Ernesto Rojas (panorama juvenil, 1987), Jorge Aedo (panorama juvenil, 1988-1989), Germán Valenzuela (notas y reportajes, 1989-1990), la astróloga colombiana Nena Borrero (horóscopo, 1989-1990), Mago Larraín (magia, 1985-1988), Gerardo Parra "Mago Olí" (magia, 1988-1990), entre otros.
Entre las secciones se encontraban «Cocina», con Mariana Salinas "Mónica" (1980-1983), Verónica Blackburn (1983-1984, 1990), Mafalda Bacigalupo (1984-1989) y Laura Amenábar (1990); «Jardinería» con Hugo Clark (1980-1982); «Gimnasia» con Silvia Durán (1980-1983, 1988-1990), Karin Mertens (1983-1984) y Alicia Francke (1984-1990) y «Música» con Los 40 Principales (1984-1989), a cargo del locutor Iván Hernández, entre las más recordadas.